# Чемпионат мира по биатлону 2017
52-й чемпионат мира по биатлону прошёл в австрийском Хохфильцене с 8 по 19 февраля 2017 года. Предыдущий чемпионат в этом городе был проведён в 2005 году.

## Программа
Было разыграно 11 комплектов медалей, по 5 у мужчин и женщин в спринте, преследовании, масс-старте, индивидуальной гонке, эстафете и один комплект медалей в смешанной эстафете.

## Расписание соревнований
Время начала соревнований указано CET (МСК = CET + 02:00)
| Дата       | Время         | Дисциплина                            |
| ---------- | ------------- | ------------------------------------- |
| 9 февраля  | 14:45 (16:45) | Смешанная эстафета, 2×6 км + 2×7,5 км |
| 10 февраля | 14:45 (16:45) | Женщины, спринт 7,5 км                |
| 11 февраля | 14:45 (16:45) | Мужчины, спринт 10 км                 |
| 12 февраля | 10:30 (12:30) | Женщины, гонка преследования 10 км    |
| 12 февраля | 14:45 (16:45) | Мужчины, гонка преследования 12,5 км  |
| 15 февраля | 14:30 (16:30) | Женщины, индивидуальная гонка 15 км   |
| 16 февраля | 14:30 (16:30) | Мужчины, индивидуальная гонка 20 км   |
| 17 февраля | 14:45 (16:45) | Женщины, эстафета 4×6 км              |
| 18 февраля | 14:45 (16:45) | Мужчины, эстафета 4×7,5 км            |
| 19 февраля | 11:30 (13:30) | Женщины, масс-старт 12,5 км           |
| 19 февраля | 14:45 (16:45) | Мужчины, масс-старт 15 км             |

## Общая информация

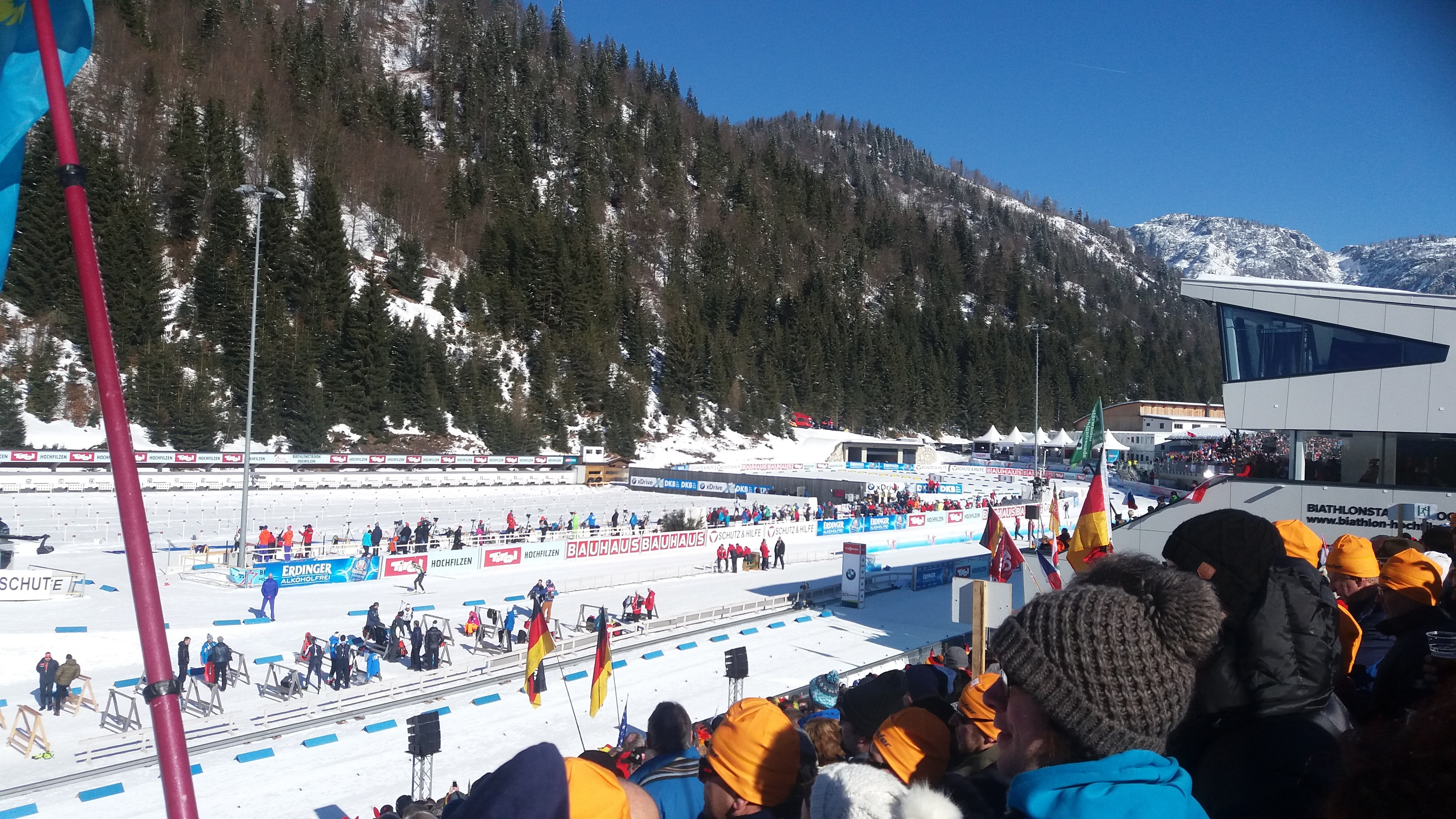
Соревнования в Хохфильцене

Героиней чемпионата стала немка Лаура Дальмайер, завоевавшая медали во всех гонках: 5 золотых и серебро, став единственной биатлонисткой за всю историю, выигравшей 5 золотых медалей на одном чемпионате мира и завоевавшая награды во всех личных гонках в двух чемпионатах мира подряд (Холменколлен, 2016 и Хохфильцен, 2017).
Автором главной сенсации чемпионата стал американец Лоуэлл Бэйли, завоевавший золотую медаль в индивидуальной гонке.

## Медальный зачёт
| Место | Страна    | Золото | Серебро | Бронза | Всего |
| ----- | --------- | ------ | ------- | ------ | ----- |
| 1     | Германия  | 7      | 1       | 0      | 8     |
| 2     | Франция   | 1      | 2       | 4      | 7     |
| 3     | Чехия     | 1      | 2       | 1      | 4     |
| 4     | США       | 1      | 1       | 0      | 2     |
| 5     | Россия    | 1      | 0       | 1      | 2     |
| 6     | Норвегия  | 0      | 3       | 1      | 4     |
| 7-8   | Украина   | 0      | 1       | 0      | 1     |
| 7-8   | Беларусь  | 0      | 1       | 0      | 1     |
| 9     | Австрия   | 0      | 0       | 2      | 2     |
| 10    | Италия    | 0      | 0       | 1      | 1     |
| 10    | Финляндия | 0      | 0       | 1      | 1     |
| Всего | Всего     | 11     | 11      | 11     | 33    |

### Спортсмены
| С учётом всех гонок | С учётом всех гонок   | С учётом всех гонок | С учётом всех гонок | С учётом всех гонок | С учётом всех гонок |
| Место               | Спортсмен             |                     |                     |                     | Всего               |
| ------------------- | --------------------- | ------------------- | ------------------- | ------------------- | ------------------- |
| 1                   | Лаура Дальмайер       | 5                   | 1                   | 0                   | 6                   |
| 2                   | Ванесса Хинц          | 2                   | 0                   | 0                   | 2                   |
| 2                   | Симон Шемпп           | 2                   | 0                   | 0                   | 2                   |
| 4                   | Мартен Фуркад         | 1                   | 2                   | 2                   | 5                   |
| 5                   | Габриэла Коукалова    | 1                   | 1                   | 1                   | 3                   |
| 6                   | Антон Шипулин         | 1                   | 0                   | 1                   | 2                   |
| 7                   | Алексей Волков        | 1                   | 0                   | 0                   | 1                   |
| 7                   | Антон Бабиков         | 1                   | 0                   | 0                   | 1                   |
| 7                   | Максим Цветков        | 1                   | 0                   | 0                   | 1                   |
| 7                   | Арнд Пайффер          | 1                   | 0                   | 0                   | 1                   |
| 7                   | Марен Хаммершмидт     | 1                   | 0                   | 0                   | 1                   |
| 7                   | Франциска Хильдебранд | 1                   | 0                   | 0                   | 1                   |
| 7                   | Бенедикт Долль        | 1                   | 0                   | 0                   | 1                   |
| 7                   | Лоуэлл Бэйли          | 1                   | 0                   | 0                   | 1                   |
| 15                  | Йоханнес Бё           | 0                   | 3                   | 0                   | 3                   |
| 16                  | Кантен Фийон Майе     | 0                   | 2                   | 0                   | 2                   |
| 17                  | Анаис Шевалье         | 0                   | 1                   | 2                   | 3                   |
| 18                  | Ирина Варвинец        | 0                   | 1                   | 0                   | 1                   |
| 18                  | Юлия Джима            | 0                   | 1                   | 0                   | 1                   |
| 18                  | Анастасия Меркушина   | 0                   | 1                   | 0                   | 1                   |
| 18                  | Елена Пидгрушная      | 0                   | 1                   | 0                   | 1                   |
| 18                  | Дарья Домрачева       | 0                   | 1                   | 0                   | 1                   |
| 18                  | Мари Дорен-Абер       | 0                   | 1                   | 0                   | 1                   |
| 18                  | Жан-Гийом Беатрикс    | 0                   | 1                   | 0                   | 1                   |
| 18                  | Симон Дестье          | 0                   | 1                   | 0                   | 1                   |
| 18                  | Ондржей Моравец       | 0                   | 1                   | 0                   | 1                   |
| 18                  | Сьюзен Данкли         | 0                   | 1                   | 0                   | 1                   |
| 28                  | Симон Эдер            | 0                   | 0                   | 2                   | 2                   |
| 29                  | Уле-Эйнар Бьёрндален  | 0                   | 0                   | 1                   | 1                   |
| 29                  | Алексия Рунггалдье    | 0                   | 0                   | 1                   | 1                   |
| 29                  | Ольга Подчуфарова     | 0                   | 0                   | 1                   | 1                   |
| 29                  | Татьяна Акимова       | 0                   | 0                   | 1                   | 1                   |
| 29                  | Александр Логинов     | 0                   | 0                   | 1                   | 1                   |
| 29                  | Селия Эмонье          | 0                   | 0                   | 1                   | 1                   |
| 29                  | Жюстин Брезаз         | 0                   | 0                   | 1                   | 1                   |
| 29                  | Мари Дорен-Абер       | 0                   | 0                   | 1                   | 1                   |
| 29                  | Даниэль Мезотич       | 0                   | 0                   | 1                   | 1                   |
| 29                  | Юлиан Эберхард        | 0                   | 0                   | 1                   | 1                   |
| 29                  | Доминик Ландертингер  | 0                   | 0                   | 1                   | 1                   |
| 29                  | Кайса Мякярайнен      | 0                   | 0                   | 1                   | 1                   |

| Без учёта эстафетных гонок | Без учёта эстафетных гонок | Без учёта эстафетных гонок | Без учёта эстафетных гонок | Без учёта эстафетных гонок | Без учёта эстафетных гонок |
| -------------------------- | -------------------------- | -------------------------- | -------------------------- | -------------------------- | -------------------------- |
|                            |                            |                            |                            |                            |                            |
| Место                      | Страна                     |                            |                            |                            | Всего                      |
| 1                          | Лаура Дальмайер            | 3                          | 1                          | 0                          | 4                          |
| 2                          | Габриэла Коукалова         | 1                          | 1                          | 1                          | 3                          |
| 3                          | Мартен Фуркад              | 1                          | 0                          | 2                          | 3                          |
| 4                          | Бенедикт Долль             | 1                          | 0                          | 0                          | 1                          |
| 4                          | Лоуэлл Бэйли               | 1                          | 0                          | 0                          | 1                          |
| 4                          | Симон Шемпп                | 1                          | 0                          | 0                          | 1                          |
| 7                          | Йоханнес Бё                | 0                          | 3                          | 0                          | 3                          |
| 8                          | Дарья Домрачева            | 0                          | 1                          | 0                          | 1                          |
| 8                          | Ондржей Моравец            | 0                          | 1                          | 0                          | 1                          |
| 8                          | Сьюзен Данкли              | 0                          | 1                          | 0                          | 1                          |
| 11                         | Уле-Эйнар Бьёрндален       | 0                          | 0                          | 1                          | 1                          |
| 11                         | Анаис Шевалье              | 0                          | 0                          | 1                          | 1                          |
| 11                         | Алексия Рунггалдье         | 0                          | 0                          | 1                          | 1                          |
| 11                         | Симон Эдер                 | 0                          | 0                          | 1                          | 1                          |
| 11                         | Кайса Мякярайнен           | 0                          | 0                          | 1                          | 1                          |

## Призёры

### Мужчины
| Дисциплина                  | Золото                                                                   | Золото                                        | Серебро                                                                        | Серебро                                                   | Бронза                                                                         | Бронза                                                    |
| --------------------------- | ------------------------------------------------------------------------ | --------------------------------------------- | ------------------------------------------------------------------------------ | --------------------------------------------------------- | ------------------------------------------------------------------------------ | --------------------------------------------------------- |
| Спринт 10 км                | Бенедикт Долль · Германия                                                | 23:27.4 (0+0)                                 | Йоханнес Бё · Норвегия                                                         | 23:28.1 (0+0)                                             | Мартен Фуркад · Франция                                                        | 23:50.5 (1+1)                                             |
| Гонка преследования 12,5 км | Мартен Фуркад · Франция                                                  | 30:16.9 (0+0+0+1)                             | Йоханнес Бё · Норвегия                                                         | 30:39.7 (1+1+1+0)                                         | Уле Эйнар Бьёрндален · Норвегия                                                | 30:42.5 (0+0+0+1)                                         |
| Индивидуальная гонка 20 км  | Лоуэлл Бэйли · США                                                       | 48:07.4 (0+0+0+0)                             | Ондржей Моравец · Чехия                                                        | 48:10.7 (0+0+0+0)                                         | Мартен Фуркад · Франция                                                        | 48:28.6 (1+0+1+0)                                         |
| Масс-старт 15 км            | Симон Шемпп · Германия                                                   | 35:38.3 (0+0+0+0)                             | Йоханнес Бё · Норвегия                                                         | 35:47.3 (0+0+0+1)                                         | Симон Эдер · Австрия                                                           | 35:48.4 (0+0+0+0)                                         |
| Эстафета 4×7,5 км           | Россия · Алексей Волков · Максим Цветков · Антон Бабиков · Антон Шипулин | 1:14:15.0 (0+1) (0+1) (0+0) (0+0) (0+0) (0+1) | Франция · Жан-Гийом Беатрикс · Кантен Фийон Майе · Симон Детьё · Мартен Фуркад | 1:14:20.8 (0+0) (0+0) (0+1) (0+0) (0+3) (0+0) (0+0) (0+0) | Австрия · Даниэль Мезотич · Юлиан Эберхард · Симон Эдер · Доминик Ландертингер | 1:14:35.1 (0+0) (0+1) (0+2) (0+2) (0+1) (0+2) (0+1) (0+1) |

### Женщины
| Дисциплина                 | Золото                                                                                | Золото                                                    | Серебро                                                                        | Серебро                                                   | Бронза                                                                   | Бронза                                                    |
| -------------------------- | ------------------------------------------------------------------------------------- | --------------------------------------------------------- | ------------------------------------------------------------------------------ | --------------------------------------------------------- | ------------------------------------------------------------------------ | --------------------------------------------------------- |
| Спринт 7,5 км              | Габриэла Коукалова · Чехия                                                            | 19:12.6 (0+0)                                             | Лаура Дальмайер · Германия                                                     | 19:16.6 (0+0)                                             | Анаис Шевалье · Франция                                                  | 19:37.7 (0+0)                                             |
| Гонка преследования 10 км  | Лаура Дальмайер · Германия                                                            | 28:02.3 (1+0+0+0)                                         | Дарья Домрачева · Беларусь                                                     | 28:13.9 (0+0+0+0)                                         | Габриэла Коукалова · Чехия                                               | 28:18.9 (2+0+1+0)                                         |
| Индивидуальная гонка 15 км | Лаура Дальмайер · Германия                                                            | 41:30.1 (1+0+0+0)                                         | Габриэла Коукалова · Чехия                                                     | 41:54.8 (1+0+0+0)                                         | Алексия Рунггальдир · Италия                                             | 43:15.7 (0+0+0+0)                                         |
| Масс-старт 12,5 км         | Лаура Дальмайер · Германия                                                            | 33:13.8 (0+0+0+0)                                         | Сьюзен Данкли · США                                                            | 33:18.4 (0+0+0+0)                                         | Кайса Мякяряйнен · Финляндия                                             | 33:33.9 (1+0+0+0)                                         |
| Эстафета 4×6 км            | Германия · Ванесса Хинц · Марен Хаммершмидт · Франциска Хильдебранд · Лаура Дальмайер | 1:11:16.6 (0+0) (0+2) (0+1) (0+3) (0+0) (0+0) (0+1) (0+2) | Украина · Ирина Варвинец · Юлия Джима · Анастасия Меркушина · Елена Пидгрушная | 1:11:23.0 (0+0) (0+1) (0+1) (0+1) (0+1) (0+0) (0+0) (0+0) | Франция · Анаис Шевалье · Селия Эмонье · Жюстин Брезаз · Мари Дорен-Абер | 1:11:24.7 (0+0) (0+1) (0+0) (0+3) (0+3) (0+0) (0+0) (0+0) |

### Смешанная эстафета
| Дисциплина                           | Золото                                                                 | Золото                                                    | Серебро                                                                       | Серебро                                       | Бронза                                                                           | Бронза                                                    |
| ------------------------------------ | ---------------------------------------------------------------------- | --------------------------------------------------------- | ----------------------------------------------------------------------------- | --------------------------------------------- | -------------------------------------------------------------------------------- | --------------------------------------------------------- |
| Смешанная эстафета 2×6 км + 2×7,5 км | Германия · Ванесса Хинц · Лаура Дальмайер · Арнд Пайффер · Симон Шемпп | 1:09:06.4 (0+0) (0+2) (0+2) (0+2) (0+0) (0+0) (0+0) (0+1) | Франция · Анаис Шевалье · Мари Дорен-Абер · Кантен Фийон Майе · Мартен Фуркад | 1:09:08.6 (0+0) (0+2) (0+1) (1+3) (0+0) (0+0) | Россия · Ольга Подчуфарова · Татьяна Акимова · Александр Логинов · Антон Шипулин | 1:09:09.6 (0+0) (0+0) (0+1) (0+0) (0+0) (0+3) (0+0) (0+0) |